# Phylicia George
Phylicia George (Scarborough, 16 novembre 1987) è un'ostacolista, velocista e bobbista canadese.

## Palmarès

### Bob

#### Olimpiadi
- 1 medaglia:
  - 1 bronzo (bob a due a Pyeongchang 2018).

### Atletica leggera
| Anno | Manifestazione          | Sede           | Evento   | Risultato  | Prestazione | Note                                     |
| ---- | ----------------------- | -------------- | -------- | ---------- | ----------- | ---------------------------------------- |
| 2011 | Mondiali                | Taegu          | 100 m hs | 7ª         | 17"97       |                                          |
| 2012 | Giochi olimpici         | Londra         | 100 m hs | 5ª         | 12"65       |                                          |
| 2014 | Giochi del Commonwealth | Glasgow        | 100 m hs | Batteria   | 13"66       |                                          |
| 2014 | Giochi del Commonwealth | Glasgow        | 4×100 m  | 4ª         | 43"33       |                                          |
| 2015 | Giochi panamericani     | Toronto        | 100 m hs | 5ª         | 13"00       |                                          |
| 2015 | Giochi panamericani     | Toronto        | 4×100 m  | Bronzo     | 43"00       |                                          |
| 2015 | Mondiali                | Pechino        | 100 m hs | Semifinale | 12"87       | Miglior prestazione personale stagionale |
| 2016 | Giochi olimpici         | Rio de Janeiro | 100 m hs | 8ª         | 12"89       |                                          |
| 2016 | Giochi olimpici         | Rio de Janeiro | 4×100 m  | 7ª         | 43"15       |                                          |
| 2017 | Mondiali                | Londra         | 100 m hs | Semifinale | 13"04       |                                          |
| 2018 | Campionati NACAC        | Toronto        | 4×100 m  | Bronzo     | 43"50       |                                          |
| 2019 | Mondiali                | Doha           | 100 m hs | Batteria   | 13"49       |                                          |